# Random Eyes
Random Eyes est un groupe de heavy metal finlandais, originaire de Jyväskylä. Actuellement, la formation comprend Christian Palin, Rolf Pilve à la batterie, Voitto Rintala, Sami Rönkkö à la guitare, et Karim Elbanna aussi à la guitare.

## Biographie
Random Eyes est formé en 1999 par Timo Kuusjärvi et Christian Palin. Markus Niemispelto et Olli Tanttu viendront les rejoindre la même année. Cependant, le groupe retrace le début de son parcours en 2001 lorsque Kuusjärvi et Palin commencent à écrire et enregistrer de nouvelles chansons. Mikko Harkin fera partie du groupe à partir de 2002.
Random Eyes publie son premier album studio, Eyes Ablaze en 2003, qui comprend des éléments de metal gothique. Le style musical du groupe change en quelques années et se consacre plus aux riffs. Voitto Rintala rejoint le groupe en 2005. En 2008, le groupe revient avec un deuxième album studio, Invisible.
Après trois ans de problèmes internes, Random Eyes revient avec un troisième album, intitulé Light Up, aux côtés du batteur Rolf Pilve et de deux nouveaux guitaristes. L'album est produit par Tero Kinnunen et sera publié le 25 mai au label Random Productions,.

## Membres

### Membres actuels
- Voitto Rintala - basse (depuis 2005)
- Jimi Myöhänen - batterie
- Sami Rönkkö - guitare solo
- Karim Elbanna - guitare
- Christian Palin - chant

### Anciens membres
- Jorma Rantalainen - basse
- Jukka Kopponen - basse
- Timo Mäki-Marttunen - basse
- Markus Niemispelto - batterie
- Timo Peltokangas - batterie
- Mikko Tuliniemi - guitare
- Heikki Paananen - guitare
- Timo Kuusjärvi - guitare
- Samuel Hoisko - guitare
- Olli Tanttu - guitare
- Katja Palinv - chant

## Discographie
- 2003 : Eyes Ablaze
- 2007 : Living for Tomorrow (démo ; single en 2008)
- 2008 : Invisible
- 2011 : Light Up